# 1873 en architecture
| Années de l'architecture : 1870 - 1871 - 1872 - 1873 - 1874 - 1875 - 1876    |
| Décennies de l'architecture : 1840 - 1850 - 1860 - 1870 - 1880 - 1890 - 1900 |

Cet article présente les faits marquants de l'année 1873 en architecture.

## Réalisations
- La Siegessäule est construite à Berlin au cœur du quartier de Mitte. Sa construction avait commencé en 1864.
- Construction de la cathédrale orthodoxe de Birmingham, en Angleterre.

## Événements
- x

## Récompenses
- Royal Gold Medal : Thomas Henry Wyatt.
- Prix de Rome : Marcel Lambert.

## Naissances
- 2 février : Oskar Kaufmann († 8 septembre 1956).
- 20 août : Eliel Saarinen († 1er juillet 1950).
- 26 septembre : Adolphe Schaeffer, architecte français († 22 août 1951).
- Salvador Valeri i Pupurull († 1954).

## Décès
- 30 août : Pierre-Félix Delarue, architecte français (° 13 janvier 1795).
- Samuel Sanders Teulon (° 1812).